# Waszyngtonia nitkowata

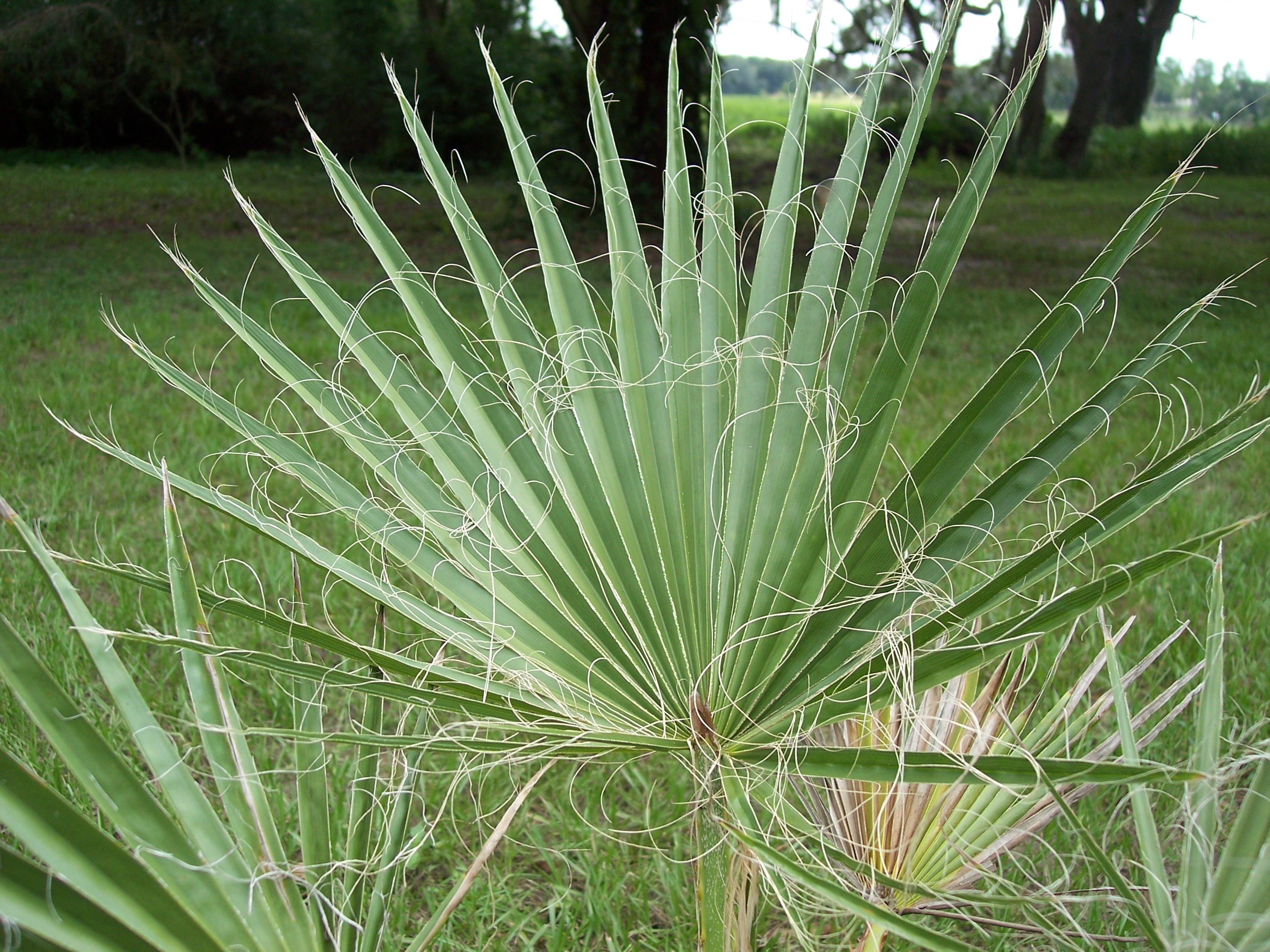
Liść z widocznymi nitkami

Waszyngtonia nitkowata (Washingtonia filifera (Linden ex André) H.Wendl. ex de Bary) – gatunek rośliny z rodziny arekowatych (popularnie nazywanych palmami). Pochodzi z Kalifornii i Arizony.

## Morfologia
KłodzinaWysoka palma, osiągająca wysokość zwykle do 15 m. Kłodzina poniżej korony liściowej okryta jest płaszczem starych, zeschłych liści. U wyższych okazów płaszcz starych liści może nie sięgać do ziemi. Na stanowiskach wilgotnych może on gnić i spadać pod własnym ciężarem. Widoczny jest wtedy stosunkowo gładki pień ze słabo zaznaczonymi bliznami po liściach.
LiścieWachlarzowate, długoogonkowe, sterczące na wszystkie strony, złączone ze sobą na dwóch trzecich długości. Na końcach załamane w kształcie litery V, rozszczepione, z długimi włóknami.
KwiatyKwiatostany silnie rozgałęzione, wyrastające spomiędzy liści. Drobne różowobiałe kwiaty.
OwoceNiemal kuliste, do 1 cm średnicy.

## Zastosowanie
Roślina ozdobna, sadzona w parkach i ogrodach, jednakże w środkowoeuropejskich warunkach klimatycznych może być uprawiana tylko we wnętrzach ew. latem może być wystawiana na zewnątrz.